# Vallery
Vallery är en kommun i departementet Yonne i regionen Bourgogne-Franche-Comté i norra Frankrike. Kommunen ligger i kantonen Chéroy som tillhör arrondissementet Sens. År 2022 hade Vallery 579 invånare.

## Befolkningsutveckling
Antalet invånare i kommunen Vallery
| Referens: INSEE |